# Clasificación para el Campeonato Femenino Sub-20 de la Concacaf de 2010
En el proceso de clasificación para el Campeonato Femenino Sub-20 de la Concacaf de 2010 compitieron 15 selecciones por los 4 cupos disponibles. Con las tres plazas destinadas a Canadá, México y Estados Unidos a más de Guatemala que se aseguró el cupo como sede de la fase final, fueron 8 participantes los que disputaron la competencia final del torneo.

## Equipos clasificados
- Canadá
- Costa Rica
- Cuba
- Estados Unidos
- Jamaica
- México
- Guatemala
- Trinidad y Tobago

## Eliminatorias

### Centro América

#### Primera Fase
| Equipo 1    | Agr.   | Equipo 2   | Ida   | Vuelta |
| ----------- | ------ | ---------- | ----- | ------ |
| Honduras    | 1 – 15 | Costa Rica | 0 – 9 | 1 – 6  |
| El Salvador | 4 – 2  | Nicaragua  | 4 – 2 | 0 – 0  |

| 16 de agosto de 2009 | Honduras | 0:9 (0:3) | Costa Rica                                                                                | Estadio Nacional de Tegucigalpa, Tegucigalpa, Honduras |                               |
| 16:00 (GMT-6)        |          | Reporte   | - 2' Venegas - 24', 38', 52', 75', 79', 85' Rodríguez - 62' K. Alvarado - 89' P. Alvarado | Árbitra: Maria Cecibel Ortega                          | Árbitra: Maria Cecibel Ortega |

| 22 de agosto de 2009 | Costa Rica                                                                     | 6:1 (3:1) (Global 15:1) | Honduras    | Estadio Alejandro Morera Soto, Alajuela, Costa Rica |                            |
|                      | - Vasquez 3', 32' - K. Alvarado 21' - Campos 61' - Rodríguez 75' - Sánchez 83' | Reporte                 | - 6' Pineda | Árbitra: Yesli Saraí Rivas                          | Árbitra: Yesli Saraí Rivas |

| 16 de agosto de 2009 | El Salvador                                               | 4:2 (2:1) | Nicaragua                   | Estadio Cuscatlán, San Salvador, El Salvador |                       |
| 16:30 (GMT-6)        | - Landaverde 26' - González 42' - Quéles 48' - Noyola 69' | Reporte   | - 9' Manzanares - 57' Perez | Árbitra: Erika Vargas                        | Árbitra: Erika Vargas |

| 23 de agosto de 2009 | Nicaragua | 0:0 (Global 2:4) | El Salvador | Estadio Cacique Diriangén, Diriamba, Nicaragua |                           |
| 12:00 (GMT-6)        |           | Reporte          |             | Árbitra: Irazema Aguilera                      | Árbitra: Irazema Aguilera |

#### Segunda Fase
| Equipo 1   | Agr.  | Equipo 2    | Ida   | Vuelta |
| ---------- | ----- | ----------- | ----- | ------ |
| Costa Rica | 7 – 1 | El Salvador | 4 – 1 | 3 – 0  |

| 29 de agosto de 2009 | Costa Rica                                                 | 4:1 (2:1) | El Salvador      | Estadio Alejandro Morera Soto, Alajuela, Costa Rica |                             |
|                      | - Rodríguez 1' - K. Alvarado 31' (pen.), 57' - Vasquez 89' | Reporte   | - 14' Landaverde | Árbitra: Quetzalli Alvarado                         | Árbitra: Quetzalli Alvarado |

| 6 de septiembre de 2009 | El Salvador | 0:3 (0:1) (Global 1:7) | Costa Rica                           | Estadio Cuscatlán, San Salvador, El Salvador |                             |
| 16:30 (GMT-6)           |             | Reporte                | - 14' Venegas - 75', 88' P. Alvarado | Árbitra: Juan Carlos Guerra                  | Árbitra: Juan Carlos Guerra |

### Caribe

#### Fase Preliminar
| Equipo 1    | Agr.  | Equipo 2                             | Ida   | Vuelta |
| ----------- | ----- | ------------------------------------ | ----- | ------ |
| Santa Lucía | 8 – 2 | Islas Vírgenes de los Estados Unidos | 3 – 1 | 5 – 1  |

| 27 de septiembre de 2009 | Santa Lucía                                | 3:1 (1:1) | Islas Vírgenes de los Estados Unidos | Estadio Schjang Ball Park, Christiansted, Islas Vírgenes de los Estados Unidos |                                    |
| 15:00 (GMT-4)            | - Celestin 39' - Alphonse 65' - Robest 90' | Reporte   | - 6' Taylor                          | Árbitra: Kevin Thomas (futbolista)                                             | Árbitra: Kevin Thomas (futbolista) |

| 29 de septiembre de 2009 | Islas Vírgenes de los Estados Unidos | 1:5 (1:1) (Global 2:8) | Santa Lucía                                                 | Estadio Schjang Ball Park, Christiansted, Islas Vírgenes de los Estados Unidos |                                    |
| 15:00 (GMT-4)            | - Taylor 7'                          | Reporte                | - 30' Alphonse - 48', 53' Robest - 76' Marquis - 90' Joseph | Árbitra: Kevin Thomas (futbolista)                                             | Árbitra: Kevin Thomas (futbolista) |

#### Primera Fase

###### Grupo A
| Equipo  | Pts | PJ | PG | PE | PP | GF | GC | Dif |
| ------- | --- | -- | -- | -- | -- | -- | -- | --- |
| Cuba    | 6   | 2  | 2  | 0  | 0  | 17 | 0  | +17 |
| Anguila | 0   | 2  | 0  | 0  | 2  | 0  | 17 | -17 |

| 18 de septiembre de 2009 | Anguila | 0:11 (0:6) | Cuba | Estadio Pedro Marrero, La Habana, Cuba |                                |
| 16:30 (GMT-4)            |         | Reporte    | - 9', 68' Pelaez - 12' (a.g.) Gumbs - 20' Hernández - 38' (pen.) Gallardo - 43', 74' Calderón - 44', 66' Cruz - 54' Bombú - 70' Ramirez | Árbitra: Dianne Ferreira-James         | Árbitra: Dianne Ferreira-James |

| 20 de septiembre de 2009 | Cuba                                                 | 6:0 (5:0) | Anguila | Estadio Pedro Marrero, La Habana, Cuba |                                |
| 16:30 (GMT-4)            | - Cruz 17' - Calderón 19', 25', 29', 85' - Perez 45' | Reporte   |         | Árbitra: Dianne Ferreira-James         | Árbitra: Dianne Ferreira-James |

###### Grupo B
| Equipo            | Pts | PJ | PG | PE | PP | GF | GC | Dif |
| ----------------- | --- | -- | -- | -- | -- | -- | -- | --- |
| Trinidad y Tobago | 6   | 2  | 2  | 0  | 0  | 16 | 1  | +15 |
| Santa Lucía       | 0   | 2  | 0  | 0  | 2  | 1  | 16 | -15 |

| 5 de octubre de 2009 | Santa Lucía  | 1:11 (0:6) | Trinidad y Tobago                                                                         | Marvin Lee Stadium, Macoya, Trinidad y Tobago |                         |
| 16:00 (GMT-4)        | - Robest 77' | Reporte    | - 6' Taylor - 11', 48', 50' Shade - 16', 20', 27', 53', 67', 72' Saint Louis - 39' Forbes | Árbitra: Deborah Zebeda                       | Árbitra: Deborah Zebeda |

| 7 de octubre de 2009 | Trinidad y Tobago                                          | 5:0 (1:0) | Santa Lucía | Marvin Lee Stadium, Macoya, Trinidad y Tobago |                         |
| 16:00 (GMT-4)        | - Shade 45', 54' - Saint Louis 57' - Taylor 65' - Jack 83' | Reporte   |             | Árbitra: Deborah Zebeda                       | Árbitra: Deborah Zebeda |

###### Grupo C
| Equipo                 | Pts | PJ | PG | PE | PP | GF | GC | Dif |
| ---------------------- | --- | -- | -- | -- | -- | -- | -- | --- |
| San Cristóbal y Nieves | 4   | 2  | 1  | 1  | 0  | 4  | 3  | +1  |
| Barbados               | 2   | 2  | 0  | 2  | 0  | 3  | 3  | 0   |
| Surinam                | 1   | 2  | 0  | 1  | 1  | 2  | 3  | -1  |

| 23 de septiembre de 2009 | Surinam     | 1:1 (1:0) | Barbados      | Estadio André Kamperveen, Paramaribo, Surinam |                           |
| 15:00 (GMT-3)            | - Blatz 29' | Reporte   | - 73' Alleyne | Árbitra: Cardella Samuels                     | Árbitra: Cardella Samuels |

| 25 de septiembre de 2009 | San Cristóbal y Nieves   | 2:2 (1:1) | Barbados                 | Estadio André Kamperveen, Paramaribo, Surinam |                                |
| 15:00 (GMT-3)            | - Nisbett 4' - Isaac 67' | Reporte   | - 44' Alleyne - 77' Bell | Árbitra: Sabina Charles-Kirton                | Árbitra: Sabina Charles-Kirton |

| 27 de septiembre de 2009 | Surinam     | 1:2 (0:0) | San Cristóbal y Nieves       | Estadio André Kamperveen, Paramaribo, Surinam |                                |
| 15:00 (GMT-3)            | - Blatz 63' | Reporte   | - 82' Nisbett - 84' Springer | Árbitra: Sabina Charles-Kirton                | Árbitra: Sabina Charles-Kirton |

###### Grupo D
| Equipo                | Pts | PJ | PG | PE | PP | GF | GC | Dif |
| --------------------- | --- | -- | -- | -- | -- | -- | -- | --- |
| Jamaica               | 6   | 2  | 2  | 0  | 0  | 16 | 1  | +15 |
| Islas Turcas y Caicos | 1   | 2  | 0  | 1  | 1  | 1  | 6  | -5  |
| Dominica              | 1   | 2  | 0  | 1  | 1  | 2  | 12 | -10 |

| 23 de septiembre de 2009 | Jamaica                                                            | 5:0 (2:0) | Islas Turcas y Caicos | Parque Windsor, Roseau, Dominica |                         |
| 16:00 (GMT-4)            | - Honeghan 14', 79' - Ramsay 16' - Shushan Dobson 59' - Carter 61' | Reporte   |                       | Árbitra: Shane De Silva          | Árbitra: Shane De Silva |

| 25 de septiembre de 2009 | Islas Turcas y Caicos | 1:1 (1:1) | Dominica      | Parque Windsor, Roseau, Dominica |                             |
| 17:00 (GMT-4)            | - Jean 44'            | Reporte   | - 7' Bertrand | Árbitra: Gillian Martindale      | Árbitra: Gillian Martindale |

| 27 de septiembre de 2009 | Dominica        | 1:11 (0:4) | Jamaica | Parque Windsor, Roseau, Dominica |                         |
| 16:00 (GMT-4)            | - Alexander 46' | Reporte    | - 3', 35' Campbell - 8', 74' Carter - 23' Small - 52', 53' Thomas - 71' Smith - 82' (a.g.) Joseph - 85' Ramsay - 90' Dobson | Árbitra: Shane De Silva          | Árbitra: Shane De Silva |

#### Fase Final

###### Grupo A
| Equipo                 | Pts | PJ | PG | PE | PP | GF | GC | Dif |
| ---------------------- | --- | -- | -- | -- | -- | -- | -- | --- |
| Trinidad y Tobago      | 7   | 3  | 2  | 1  | 0  | 9  | 2  | +7  |
| Jamaica                | 7   | 3  | 2  | 1  | 0  | 4  | 1  | +3  |
| Cuba                   | 3   | 3  | 1  | 0  | 2  | 7  | 3  | +4  |
| San Cristóbal y Nieves | 0   | 3  | 0  | 0  | 3  | 0  | 14 | -14 |

| 18 de noviembre de 2009 | Cuba | 0:1 (0:1) | Jamaica        | Marvin Lee Stadium, Macoya, Trinidad y Tobago |                                |
| 19:00 (GMT-4)           |      | Reporte   | - 11' Campbell | Árbitra: Sabina Charles-Kirton                | Árbitra: Sabina Charles-Kirton |

| 18 de noviembre de 2009 | Trinidad y Tobago                                                 | 6:0 (3:0) | San Cristóbal y Nieves | Marvin Lee Stadium, Macoya, Trinidad y Tobago |                         |
| 20:15 (GMT-4)           | - Shade 20', 45' - Saint Louis 23' - Taylor 57', 67' - Rodney 76' | Reporte   |                        | Árbitra: Deborah Zebeda                       | Árbitra: Deborah Zebeda |

| 20 de noviembre de 2009 | Jamaica                      | 2:0 (1:0) | San Cristóbal y Nieves | Marvin Lee Stadium, Macoya, Trinidad y Tobago |                         |
| 18:00 (GMT-4)           | - Woodfine 3' - Honeghan 71' | Reporte   |                        | Árbitra: Shane De Silva                       | Árbitra: Shane De Silva |

| 20 de noviembre de 2009 | Trinidad y Tobago       | 2:1 (2:1) | Cuba           | Marvin Lee Stadium, Macoya, Trinidad y Tobago |                                |
| 20:15 (GMT-4)           | - Shade 8' - Rodney 11' | Reporte   | - 40' Gallardo | Árbitra: Dianne Ferreira-James                | Árbitra: Dianne Ferreira-James |

| 22 de noviembre de 2009 | San Cristóbal y Nieves | 0:6 (0:3) | Cuba                                                   | Marvin Lee Stadium, Macoya, Trinidad y Tobago |                         |
| 17:00 (GMT-4)           |                        | Reporte   | - 3', 29', 47', 67' Gallardo - 37' Cruz - 90+1' Pelaez | Árbitra: Deborah Zebeda                       | Árbitra: Deborah Zebeda |

| 22 de noviembre de 2009 | Trinidad y Tobago | 1:1 (0:0) | Jamaica        | Marvin Lee Stadium, Macoya, Trinidad y Tobago |                                |
| 19:15 (GMT-4)           | - Rodney 85'      | Reporte   | - 68' Honeghan | Árbitra: Dianne Ferreira-James                | Árbitra: Dianne Ferreira-James |